# Cantó de Sent Andriu de Cubzac
El cantó de Sent Andriu de Cubzac és un cantó francès del departament de la Gironda, situat al districte de Blaia. Té 10 municipis i el cap és Sent Andriu de Cubzac.

## Municipis
- Aubía e Espessàs
- Cubzac deus Ponts
- Gauriaguet
- Pui Isarn
- Sent Andriu de Cubzac
- Sent Antòni d'Artiga Longa
- Sent Gervasi
- Sent Laurenç d'Arce
- Salinhac
- Virçac

## Història
| Data d'elecció                           | Identitat                   | Partit | Qualitat |
| ---------------------------------------- | --------------------------- | ------ | -------- |
| 1818-1835                                | Amédée Lafaurie de Monbadon |        |          |
| 1835-1865                                | Laurent Courau              |        |          |
| 1865-1871                                | Henri Hubert-Delisle        |        |          |
| 1871-1874                                | Théodore Lansade            |        |          |
| 1874-1882                                | Henri Hubert-Delisle        |        |          |
| 1882-1886                                | Jean-Michel Castanet        |        |          |
| 1886-1892                                | Pierre Paul Levraud         |        |          |
| 1892-1919                                | Jean Quancard               |        |          |
| 1919-1931                                | Félix Bardeau               |        |          |
| 1931-1939                                | Adrien Pioceau              |        |          |
| 1945-1971                                | Henri Étié                  |        |          |
| 1971-1976                                | Robert Simon                | RPR    |          |
| 1976-                                    | Jacques Maugein             | PS     |          |
| les dades anteriors no són pas conegudes |                             |        |          |
|                                          |                             |        |          |

## Demografia
| 1962  | 1968  | 1975   | 1982   | 1990   | 1999   | 2006   |
| ----- | ----- | ------ | ------ | ------ | ------ | ------ |
| 9.255 | 9.963 | 10.900 | 12.987 | 15.673 | 16.909 | 19.242 |